# Каланчацькі острови
Каланчацькі острови — архіпелаг, розташований за 7 км на південний захід від південного узбережжя півострова Хорли (Гіркий Кут) Каланчацького району Херсонської області у Каркінітській затоці Чорного моря. Архіпелаг формують чотири острови загальною площею 15 га.

## Географія і клімат
Каланчацькі острови входять до Джарилгацького природного комплексу. Найбільший острів цієї групи має назву «Каланчацький» або «Каланчак», площу більше 10 га, серпоподібної форми, видовжений із заходу на схід. Південний берег острова має добре виражений піщано-черепашковий пляж. Північний берег низький, заболочений, з великою кількістю малих озер, бухточок і проток. Три інших острови в у наші дні існують у вигляді піщаних наносів. Клімат островів помірно-континентальний, проте пом'якшений морем.

## Флора островів
Острів «Каланчацький» з північного боку значною мірою вкритий очеретом (Phragmites australis). На південному березі поширена псамофітна і галофітна рослинність.

## Фауна островів
На островах поширені 22 види птахів, серед яких найпоширенішим є мартин середземноморський, колонія якого нараховує до 16000 пар. Також тут водяться плазуни: ящірки, і ссавці: миші.

## Історія освоєння
В античні часи, у зв'язку з нижчим рівнем моря, архіпелаг був одним островом, відомим під назвами «Cephalonensus» і «Карабай». Назва «Чумаки» пов'язана з видобутком солі у їх околиці. У 1970-1980-ті роки до Каланчацьких островів курсували теплоходи з туристами, адже узбережжя тут зручне для відпочинку, а вода на мілині з боку Хорлів дуже добре прогрівається сонцем. У 1990-х роках організовані групи туристів на острови уже не доставляли, але ця індустрія відродилася у 2010-х роках.

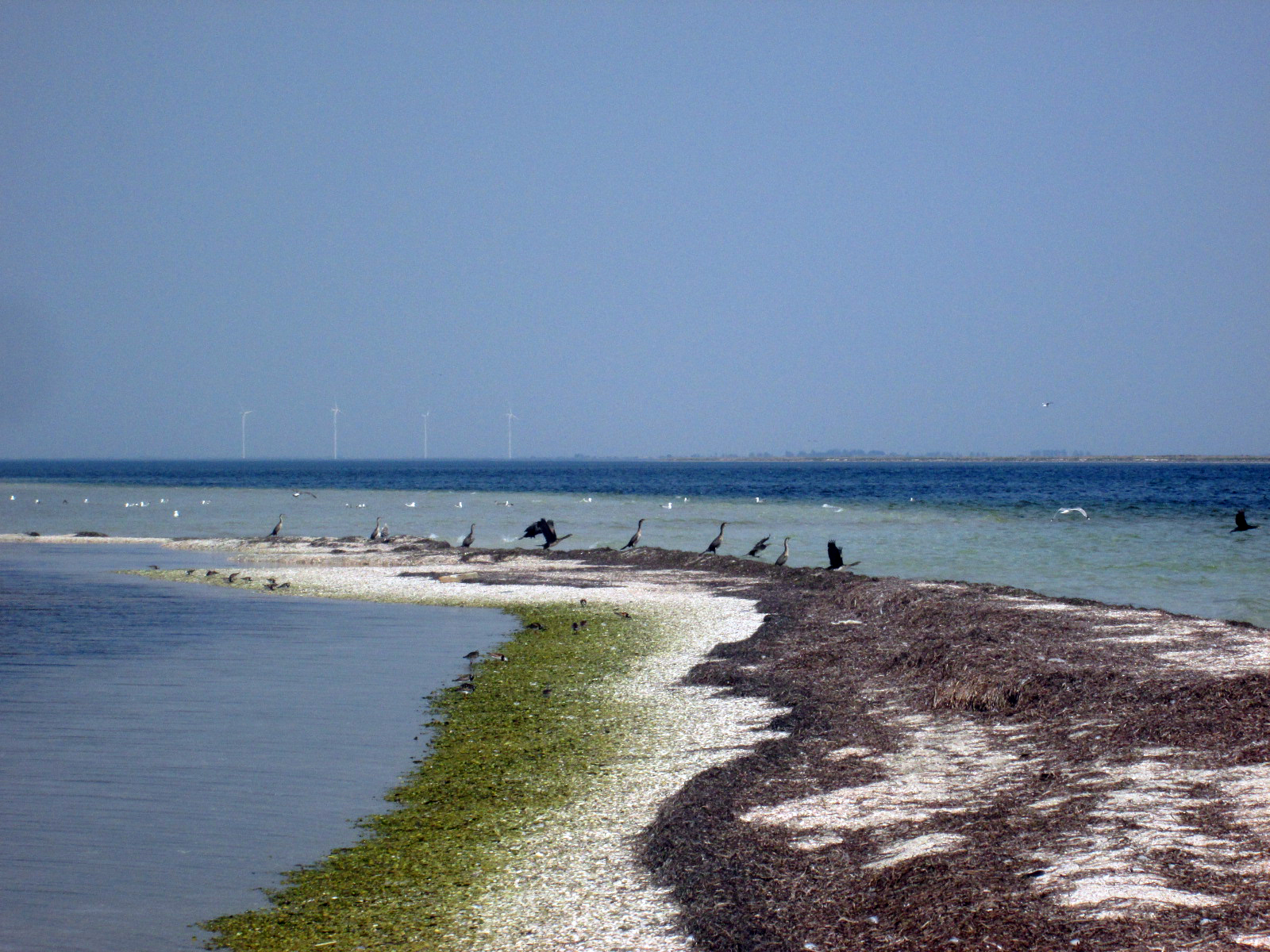
Баклани на узбережжі одного з малих Каланчацьких островів

## Охорона
У 2019 році голова Херсонської облдержадміністрації видав розпорядження про необхідність створення заказників місцевого значення у складі острова «Каланчак» і коси «Карадай», що починається біля села Роздольне Каланчацького району, а також акваторії біля них. Загальна площа заказників становить 3600 га.
18 жовтня 2020 року рішенням №1855 Херсонська обласна рада створила [Архівовано 28 січня 2020 у Wayback Machine.] орнітологічний заказник "Острів Каланчак" площею 1730 гектар.